# Vigna candida
Vigna candida är en ärtväxtart som först beskrevs av Vell., och fick sitt nu gällande namn av Marechal och Al.. Vigna candida ingår i släktet vignabönor, och familjen ärtväxter. Inga underarter finns listade i Catalogue of Life.